# تحفظ (قانون)
التحفظ في القانون الدولي هو تحفظ من الدولة لقبول المعاهدة. تعرف اتفاقية فيينا لقانون المعاهدات لعام 1969 التحفظ بأنه:
إفادة أحادية، كيفما تُصاغ أو تُسمى، صادرة عن دولة ما، عند التوقيع على معاهدة أو التصديق عليها أو قبولها أو الموافقة عليها أو الانضمام إليها، والتي تهدف بموجبها إلى استبعاد أو تعديل الأثر القانوني لبعض أحكام المعاهدة في تطبيقها على تلك حالة. (المادة 2 (1) الفقرة (د)).
في الواقع، يتيح التحفظ للدولة أن تكون طرفًا في المعاهدة، مع استبعاد الأثر القانوني لهذا الحكم المحدد في المعاهدة التي تعترض عليه. لا يمكن للدول إبداء تحفظات بعد قبولها للمعاهدة؛ يجب إبداء تحفظ في الوقت الذي تؤثر فيه المعاهدة على الدولة. لم تخلق اتفاقية فيينا مفهوم التحفظات ولكنها تدون القانون العرفي الحالي. وهكذا فإن الدول التي لم تنضم رسميًا إلى اتفاقية فيينا تتصرف كما لو كانت قد فعلت. نظرًا لأن التحفظات محددة بموجب اتفاقية فيينا والإعلانات التفسيرية ليست كذلك، من الصعب أحيانًا التمييز بينهما. على عكس التحفظ، لا يُقصد بالإعلان أن يؤثر على الالتزامات القانونية للدولة بل يرتبط بموافقة الدولة لمعاهدة لتشرح أو تفسير ما تعتبره الدولة غير واضح.

## الإجراءات
تفصل المواد 19-23 من اتفاقية فيينا الإجراءات المتعلقة بالتحفظات. لمعرفة ما إذا كان التحفظ صحيحًا، تسري شرعية اختبار التحفظ على النحو الموصوف في المادة 19 من اتفاقية فيينا. وفقًا لهذه المادة، لا يجوز للدولة إبداء تحفظ إذا:
1: التحفظ محظور بموجب المعاهدة. (مثل الاتفاقية التكميلية لإلغاء الرق واتفاقية مناهضة التمييز في التعليم)

2: تنص المعاهدة على أنه لا يجوز إبداء سوى تحفظات محددة، لا تشمل التحفظ المعني.
هذا هو الحال في الغالب عندما يتضح خلال المفاوضات أنه لن يُتفق على بند معين في المعاهدة من قبل جميع الأطراف. لذلك، يُعطى إمكانية للأطراف لا للموافقة على هذا الحكم ولكن للاتفاق مع المعاهدة بشكل عام.
3: في الحالات التي لا تندرج تحت الفقرتين (1) أو (2)، يتعارض التحفظ مع موضوع المعاهدة والغرض منها.
تسمى النقطة 3 اختبار التوافق ويصعب تحديدها. ليس من الواضح دائمًا ما هو موضوع المعاهدة والغرض منها، لا سيما عندما تكون المعاهدات طويلة ومعقدة.
يجب وضع التحفظ كتابةً ثم إرساله إلى جهة إيداع المعاهدة، في حال كانت المعاهدة متعددة الأطراف، أو مباشرة إلى الدول الأخرى الأطراف في المعاهدة.
يجوز للدولة سحب التحفظ في أي وقت. وهذا يتطلب تقديم كتابي إلى الدول الموقعة الأخرى.

### الاعتراضات
عندما تعترض الدول على تحفظ تفيد بأنه فشل في اختبار الشرعية، فهناك ثلاث نتائج محتملة، وفقًا للمعلقين القانونيين:
1. الدولة التي أبدت التحفظ لم تعد ملزمة بالمعاهدة. بمعنى آخر، لم تعد الدولة طرفًا في هذه المعاهدة.
2. الدولة التي قدمت التحفظ ملزمة بالمعاهدة بما في ذلك الأجزاء التي قدمت التحفظ عليها.
3. الدولة التي قدمت التحفظ ملزمة بالمعاهدة، ولكن ليس بالجزء الذي أبدت فيه التحفظ.

هناك العديد من المعارضين للخيار الثاني الذين يقولون إن هذا يتعارض مع مبدأ موافقة الدولة. لا يمكن أن تلتزم الدول إلا بالأحكام التي وافقت عليها. نظرًا لأنها أبدت تحفظًا على بند معين، فلا يمكن الالتزام به.
وفقًا لبعض المعلقين، فإن ما يحدث في الممارسة العملية في نظام اتفاقية فيينا لقانون المعاهدات هو الخيار الثالث. ما يلي من الفقرة 4 (ب) من المادة 20 والفقرة 3 من المادة 21 من الاتفاقية هو أن الشيء الوحيد الذي يمكن أن يحدث هو أنه إذا كانت الدولة المعترضة تشعر بقوة بشأن التحفظ، فسوف تقول على أن المعاهدة بأكملها ليست سارية الدولة المتحفظة ونفسها. نادرًا ما يحدث هذا، وهكذا يقف التحفظ، سواء نجح في اختبار الشرعية أم لا.
يفكر البعض الآخر بطريقة مختلفة. وفقًا لأنتوني أوست، إذا اعترضت دولة متعاقدة واحدة أو أكثر على أن التحفظ محظور، يجب على الدولة المتحفظة أن تقرر ما إذا كانت مستعدة لتكون طرفًا دون تحفظ؛ وإلى أن توضح موقفها لا يمكن اعتبارها طرفًا.
الاختلاف في الرأي في هذا هو حقيقة أنه من غير المرجح أن تنطبق المادتان 20 و21 على التحفظات، والتي لا يمكن إجراؤها وفقًا للمادة 19 من اتفاقية فيينا لقانون المعاهدات. ومع ذلك، تُطبق في الممارسة العملية.

### مثال
لعل التحفظات الأكثر شهرة والأكثر إثارة للجدل هي تلك التحفظات التي اتخذتها الولايات المتحدة عند توقيعها على اتفاقية منع جريمة الإبادة الجماعية والمعاقبة عليها في عام 1986. وكانت التحفظات التي أبديت هي:
- (1)   بالإشارة إلى المادة التاسعة من الاتفاقية، قبل أي نزاع تكون الولايات المتحدة طرفًا فيه، يجوز تقديمه إلى اختصاص محكمة العدل الدولية بموجب هذه المادة، فإن الموافقة المحددة من الولايات المتحدة مطلوبة في كل حالة.

- (2)   لا يتطلب أي شيء في الاتفاقية أو يأذن بتشريع أو إجراء آخر من جانب الولايات المتحدة يحظره دستور الولايات المتحدة على النحو الذي تفسره الولايات المتحدة.

يمكن تفسير التحفظ الثاني على أنه بيان يفيد بأن الدستور الوطني يتجاهل أي التزامات بموجب معاهدة - وهو المنصب المنصوص عليه في قرار المحكمة العليا للولايات المتحدة لعام 1957، في قضية ريد ضد كوفيرت. بموجب المعاملة بالمثل، لا يمكن للولايات المتحدة تقديم قضية قانونية إلى محكمة العدل الدولية ما لم توافق الدولة الأخرى ولا تنص على أنها تنتهك دستورها الوطني.

أعربت عدة دول عن استيائها ورفضها للتحفظات، قائلةً إنها جعلت المعاهدة بلا أساس. وشملت الردود:
لا تستطيع حكومة أيرلندا قبول التحفظ الثاني الذي أبدته الولايات المتحدة بمناسبة تصديقها على الاتفاقية على أساس أنه كقاعدة عامة مقبولة في القانون الدولي، لا يجوز للطرف في اتفاق دولي، عن طريق الاحتجاج شروط قانونها الداخلي، وتهدف إلى تجاوز أحكام الاتفاق.
فيما يتعلق بالتحفظ الأول، تشير حكومة مملكة هولندا إلى إعلانها الصادر في 20 يونيو 1966 بمناسبة انضمام مملكة هولندا إلى الاتفاقية [...] تفيد بأن التحفظات فيما يتعلق بها من المادة التاسعة من الاتفاقية، التي قدمها في ذلك الوقت عدد من الدول، كانت تتعارض مع هدف الاتفاقية والغرض منها، وأن حكومة مملكة هولندا لم تنظر في الدول التي أبدت تحفظات كأطراف في الاتفاقية. وعليه، فإن حكومة مملكة هولندا لا تعتبر الولايات المتحدة الأمريكية طرفًا في الاتفاقية. [...]
نظرًا لأن الاتفاقية قد تدخل حيز التنفيذ بين مملكة هولندا والولايات المتحدة الأمريكية نتيجة لسحب الأخيرة للمادة التاسعة، فإن حكومة مملكة هولندا ترى أنه من المفيد التعبير عن الموقف التالي بشأن التحفظ الثاني للولايات المتحدة الأمريكية:
تعترض حكومة مملكة هولندا على هذا التحفظ على أساس أنه يخلق حالة من عدم اليقين فيما يتعلق بمدى الالتزامات التي تعد حكومة الولايات المتحدة الأمريكية مستعدة للاضطلاع بها فيما يتعلق بالاتفاقية. علاوةً على ذلك، فإن أي تقاعس من جانب الولايات المتحدة الأمريكية في التصرف وفقًا للالتزامات الواردة في الاتفاقية على أساس أن هذا الإجراء سيحظره دستور الولايات المتحدة سيكون مخالفًا لقاعدة القانون الدولي المقبولة عمومًا، على النحو المنصوص عليه في المادة 27 من اتفاقية فيينا لقانون المعاهدات (فيينا، 23 مايو 1969)
ذكرت حكومة المملكة المتحدة باستمرار أنها غير قادرة على قبول التحفظات على المادة التاسعة. وبناءً على ذلك، ووفقًا للموقف الذي اتخذته في الحالات السابقة، لا تقبل حكومة المملكة المتحدة التحفظ الأول الذي أدخلته الولايات المتحدة الأمريكية.

تعترض حكومة المملكة المتحدة على التحفظ الثاني الذي أدخلته الولايات المتحدة الأمريكية. إنه يخلق حالة من عدم اليقين فيما يتعلق بمدى الالتزامات التي تعد حكومة الولايات المتحدة مستعدة للاضطلاع بها فيما يتعلق بالاتفاقية.